# KSK Vigri Tallinn
El KSK Vigri Tallinn fue un equipo de fútbol de Estonia que alguna vez jugó en la Meistriliiga, la primera división de fútbol en el país.

## Historia
Fue fundado en el año 1980 en la capital Tallinn y fue uno de los equipos fundadores de la Meistriliiga en 1992. Para la temporada 1993/94 cambia su nombre a Tevalta Tallinn, y en esa temporada estuvo cerca de coronarse campeón de la Meistriliiga a falta de una fecha para terminar la liga, pero fue descalificado por una apelación hecha por el JK Sillamäe Kalev sobre el arreglo de partidos en la liga, pero ese arreglo de partidos nunca se comprobó y por orden de la FIFA, el Tevalta retorna a la Meistriliiga en la temporada de 1995/96 con el nombre Tevlate/Marlekor luego de que el club AS Marlekor adquiriera al club, el cual también era propiedad de la compañía Marlekor, la cual privatizó la industria mobiliaria de Estonia. El club cambia de nombre por el de FC Marlekor, con lo que el Vigri desaparece.
Un mes después el club renace con su nombre original en la III liiga, logrando ascensos consecutivos que lo llevaron a pelear por el ascenso a la Meistriliiga en 1998.
En el año 2000 el club fue adquirido por nuevos dueños, y éstos decidieron mudar al club a la ciudad de Maardu, un pequeño pueblo industrial cercano a la capital Tallinn, desapareciendo al equipo y reemplazándolo por el FC Maardu.

## Nombres
El club tuvo varios nombres a lo largo de su historia, los cuales fueron:
- Vigri Tallinn (1980 -198?)
- Vigri-Marat Tallinn (198? – 1991)
- Vigri Tallinn (1991–1993)
- Tevalte Tallinn (1993–1995)
- Vigri Tallinn (1996–1999)